# Durată (muzică)
Durata(sau valoarea) reprezintă carateristica sunetului de a fi mai lung sau mai scurt în timp. Aceasta se calculează din momentul impactului până la dispariția  ultimei vibrații sonore percepute.

## Durata notelor și a pauzelor
Valorile notelor muzicale și ale pauzelor nu sunt definite absolut, ci relativ, fiind însă proporționale între ele. Prin definiție, pătrimea este considerată ca având lungimea de referință, notată cu R.
| Nota | Durata | Pauza |
|      | Longa Se mai numește nota cvadruplu întreagă. Această valoare se folosea în scrierea muzicală timpurie. Durata: 16 R |       |
|      | Breve Se mai numește nota dublu întreagă. Durata: 8 R |       |
|      | Semibreve Se mai numește notă întreagă. Durata: 4 R |       |
|      | Minim Se mai numește doime. Durata: 2 R |       |
|      | Crotchet Se mai numește pătrime. Durata: 1 R |       |
|      | Quaver Se mai numește optime. Durata: 1/2 R |       |
|      | Semiquaver Se mai numește șaisprezecime. Numărul "stegulețelor" notei corespunde cu cel al "căciulițelor" pauzei. Durata: 1/4 R |       |
|      | Demisemiquaver Se mai numește treizecidoime. Durata: 1/8 R |       |
|      | Hemidemisemiquaver Se mai numește șaizecipătrime. Durata: 1/16 R |       |
|      | Quasihemidemisemiquaver Foarte rar folosită, poate fi numită osutădouăzecioptime. Durata: 1/32 R |       |
|      | Note în balanță sau grupate Se folosește pentru gruparea notelor cu durata de o șaisprezecime sau mai mică. |       |
|      | Notă cu punct Adăugând puncte în dreapta notei, mărim valoarea acesteia cu jumătate din valoarea anterioară. Astfel, un punct îi mărește valoarea cu jumătate, două puncte cu trei sferturi, trei puncte cu șapte optimi, ș.a.m.d. Punctele se pot folosi și în cazul pauzelor. |       |
|      | Pauza de mai multe măsuri Indică numărul de măsuri de pauză, adesea folosită pentru economisirea spațiului într-o partitură, mai ales la muzică orchestrală. |       |

Note cu durate mai mici decât 1/32 R nu sunt nemaiîntâlnite. În compozițiile lui Vivaldi și Beethoven apar uneori chiar durate de 1/64.

## Sursă
- Articolul Modern musical symbols, de pe Wikipedia în limba engleză.

## Legături externe
Materiale media legate de Durată la Wikimedia Commons